# Adalbert von Goldschmidt
Adalbert von Goldschmidt, född den 5 maj 1848 i Wien, död där den 21 december 1906, var en österrikisk tonsättare.

## Biografi
von Goldschmidt, som varit elev vid konservatoriet i sin hemstad, väckte blandade omdömen genom det i Berlioz och Liszts anda anlagda oratoriet Die sieben todsünden (1876) och den i Wagners stil komponerade operan Helianthus (1884) samt trilogin Gäa (1889) med mera. 
Mera allmänt erkännande skördade han, då han på senare år reste omkring till flera orter (Stockholm 1893) för att bekantgöra sina populära sånger, vilka, till stor del genom operasångerskan Polnas mästerliga föredrag, vann mycket bifall.